# Герб комуни Йотене
Герб комуни Йотене (швед. Götene kommunvapen) — символ шведської адміністративно-територіальної одиниці місцевого самоврядування комуни Йотене.

## Історія
Цей герб отримав королівське затвердження 1953 року як символ торговельного містечка (чепінга) Йотене. 
Після адміністративно-територіальної реформи, проведеної в Швеції на початку 1970-х років, муніципальні герби стали використовуватися лишень комунами. Тому з 1974 року цей герб представляє комуну Йотене, а не містечко. Новий герб комуни Йотене офіційно зареєстровано 1984 року.

## Опис (блазон)
У червоному полі срібний укорочений хрест, обабіч якого по такому ж мечу, спрямованому вістрям вгору, а внизу — срібний круг із золотим хвилястими балками.

## Зміст
Срібно-синій круг символізує джерело Святої Елін (Гелени) з Шевде. Хрест і мечі також уособлюють цю святу, яку за переказами вбили біля цього джерела. 